# کلایپدا
کلایپدا بندری در لیتوانی است که در ساحل دریای بالتیک قرار دارد. کلایپدا سومین شهر بزرگ لیتوانی و مهم‌ترین بندر تجاری این کشور است. این شهر مرکز شهرستان کلایپدا است. کلایپدا در سال ۱۲۵۲ بنیانگذاری شده و مهم‌ترین و بزرگ‌ترین شهر منطقه تاریخی لیتوانی صغیر به‌شمار می‌رود.

## جغرافیا
این شهر در دهانه ورودی خلیج لاگون یعنی جایی که این خلیج با دریای بالتیک متصل است، واقع شده است.
این شهر سومین شهر بزرگ لیتوانی و مرکز شهرستان کلایپدا می‌باشد.
اهمیت این شهر در این است که یک بندر به اصطلاح بدون یخ در حوزه بندرهای دریای بالتیک محسوب می شود.

## تاریخ
در طول تاریخ این شهر زیر سلطه حکومت ها و دودمان های مختلف نظیر شوالیه های تیوتون، دوکی پروس، پادشاهی پروس، امپراطوری آلمان و تفاهم سه‌گانه بوده است.

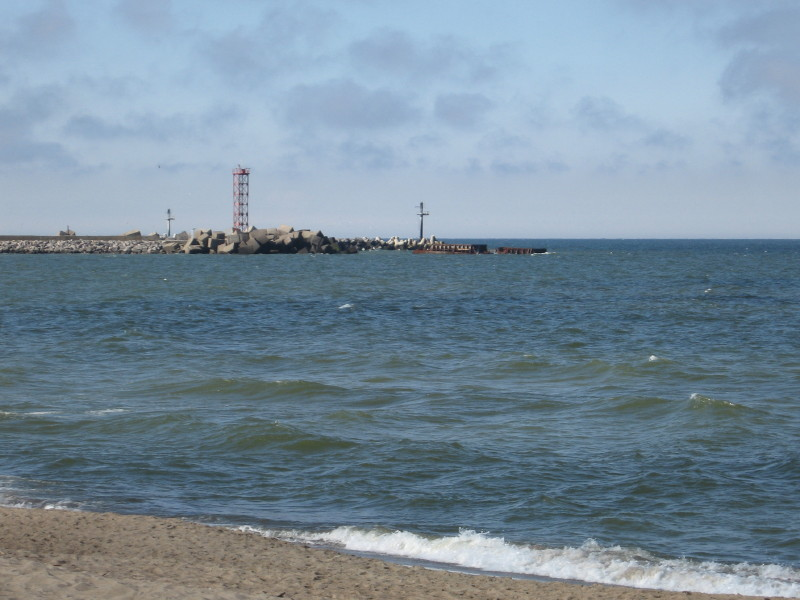
آب و هوا کلایپدا تحت تاثیر دریای بالتیک می باشد.